# Totraum (Atmung)
Der Totraum ist der Raum des Atemsystems, der nicht am pulmonalen Gasaustausch beteiligt ist, jedoch der
Fortleitung des inspirierten Gasgemisches dient. Der Totraum dient einigen grundlegend wichtigen Konditionierungsvorgängen bei der Inspiration (Einatmen). So wird die eingeatmete Luft im Totraum auf eine physiologische Temperatur erwärmt, gleichzeitig wird die Inspirationsluft mit Wasser gesättigt, sodass eine relative Luftfeuchtigkeit von 100 % erzielt wird. Es gibt zwei unterschiedliche Typen von Toträumen:

## Anatomischer Totraum (serieller Totraum)
Zum anatomischen oder seriellen Totraum (VDseriell) zählen die Nase, bzw. der Mundraum, der Rachen, die Trachea, der Kehlkopf und die Bronchien. In ihnen verbleibt pro Atemzug etwa 30 % (ca. 0,15 l) der inspirierten Luft. Der anatomische Totraum kann zusätzlich vergrößert werden, indem der Atemweg z. B. durch einen Schnorchel oder Tubus verlängert wird. Bei einem Tracheostoma nach Laryngektomie hingegen ist das Totraumvolumen verringert.

## Funktioneller Totraum (physiologischer Totraum)
Als funktionellen oder physiologischen Totraum (VDphys) bezeichnet man die Summe aus dem anatomischen Totraum (siehe oben) und dem alveolären Totraum (VDalv, Regionen der Lunge, die nicht durchblutet sind oder durch Schädigungen nicht mehr in der Lage sind, am Austausch von Sauerstoff auf das Blut – und umgekehrt von CO2 auf die Ausatemluft – teilzunehmen). Beim Gesunden stimmen funktioneller und anatomischer Totraum weitgehend überein, da normalerweise alle Bereiche der Lunge am Gasaustausch teilnehmen. Klassischerweise kommt es zum Beispiel im Rahmen einer Lungenembolie zu einer Vergrößerung des funktionellen Totraums, weil Lungenabschnitte hinter dem Verschluss (Pulmonalarterie oder Äste) zwar weiterhin ventiliert, aber nicht perfundiert werden.

## Größe des Totraums
Die Berechnung der Größe des Totraums ist mithilfe der Bohr-Formel möglich:
{\displaystyle V_{\mathrm {D} }=V_{\mathrm {T} }\,{\frac {P_{\mathrm {A\,CO_{2}} }-P_{\mathrm {E\,CO_{2}} }}{P_{\mathrm {A\,CO_{2}} }}}}
Darin bezeichnen
- {\displaystyle P_{\mathrm {A\,CO_{2}} }} der Partialdruck von {\displaystyle CO_{2}} im Lungenbläschen (Alveole),
- {\displaystyle P_{\mathrm {E\,CO_{2}} }} der Partialdruck  von {\displaystyle CO_{2}} in der ausgeatmeten Luft,
- {\displaystyle V_{\mathrm {T} }} das Tidalvolumen, also der Volumenhub je Atemzug, bei einem durchschnittlichen Menschen liegt dieser Wert bei etwa 0,5 l, sowie mit
- {\displaystyle V_{\mathrm {D} }} das Volumen des Totraums (englisch dead space).

Beispielrechnung:
{\displaystyle V_{\mathrm {D} }=0{,}5\,\mathrm {l} \cdot {\frac {0{,}056-0{,}040}{0{,}056}}=0{,}143\,\mathrm {l} }
Das Verhältnis {\displaystyle V_{\mathrm {D} }:V_{\mathrm {T} }} bezeichnet man als Totraumquotient oder Totraumfraktion.

## Totraum beim Tauchen
Beim Tauchen wird der Totraum durch Ausrüstungsgegenstände wie den Schnorchel oder die zweite Stufe des Atemreglers vergrößert. Bei schneller und flacher Atmung besteht daher das Risiko die bereits ausgeatmete Luft, die sich in diesem vergrößerten Totraum befindet und einen erhöhten Kohlendioxidanteil besitzt, erneut einzuatmen. Es wird daher eine langsame und tiefe Atmung empfohlen, wodurch der Totluftanteil jedes Atemzuges und der für die Atmung aufzuwendende Energieverbrauch reduziert werden.